# Eoraptor
Eoraptor (”Gryningens rövare”) är ett släkte dinosaurier som man hittat fossil av i Argentina, Sydamerika. Eoraptor anses ha levt i slutet av den geologiska perioden Trias för omkring 230 milj. år sedan, och betraktas som en av de äldsta kända dinosaurierna. Den har av vissa forskare ansett likna den påstådda gemensamma förfadern till alla dinosaurier, som man dock inte känner till. De första kända fossilen av Eoraptor påträffades i Ischigualasto provinspark år 1991. Typarten för släktet är Eoraptor lunensis.

## Beskrivning

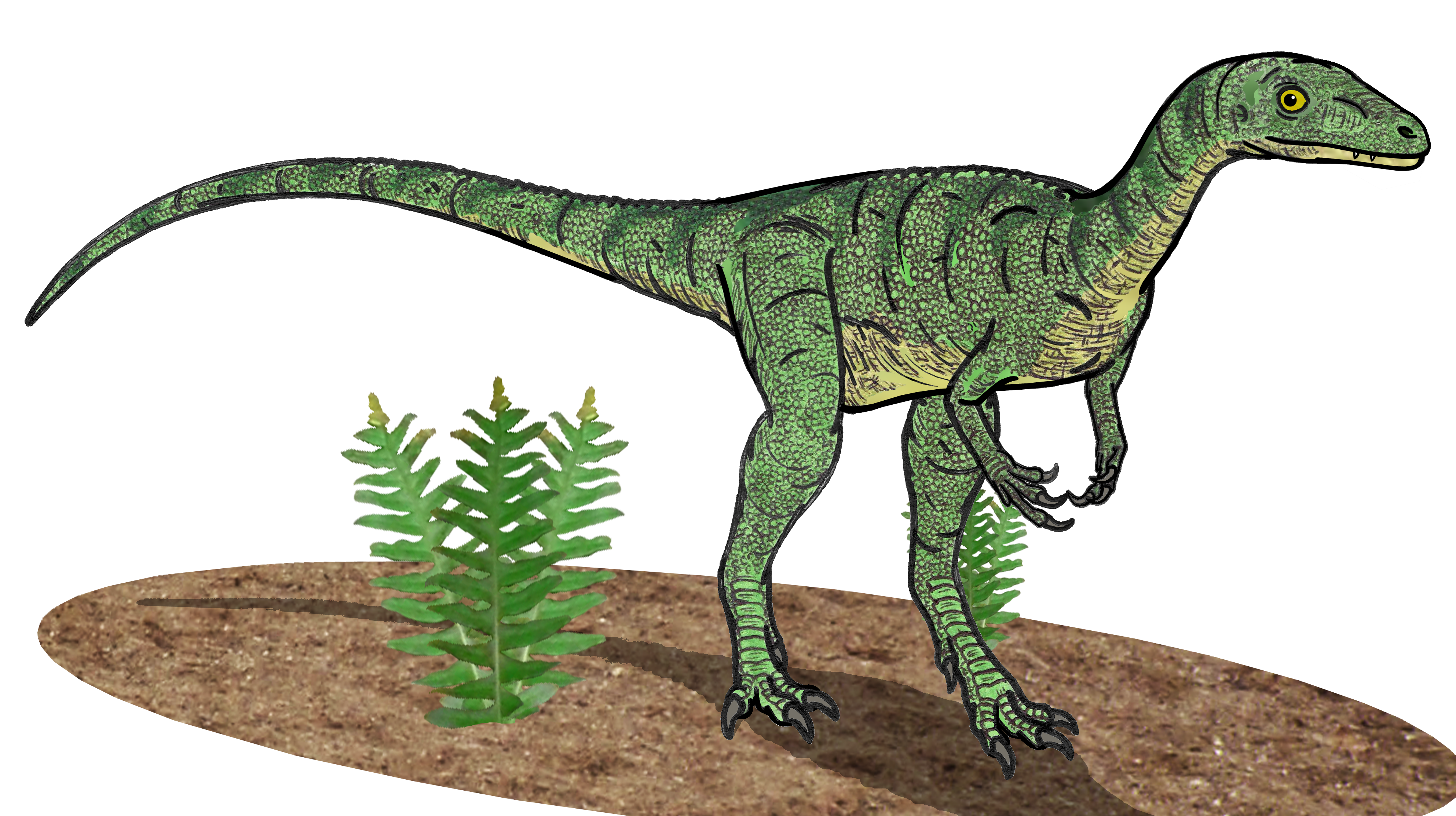
Teckning av Eoraptor.

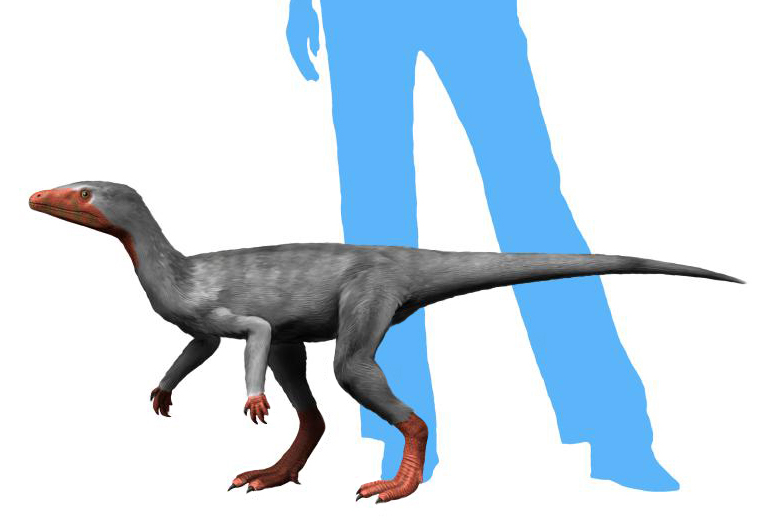
Eoraptors storlek jämfört med en människa.

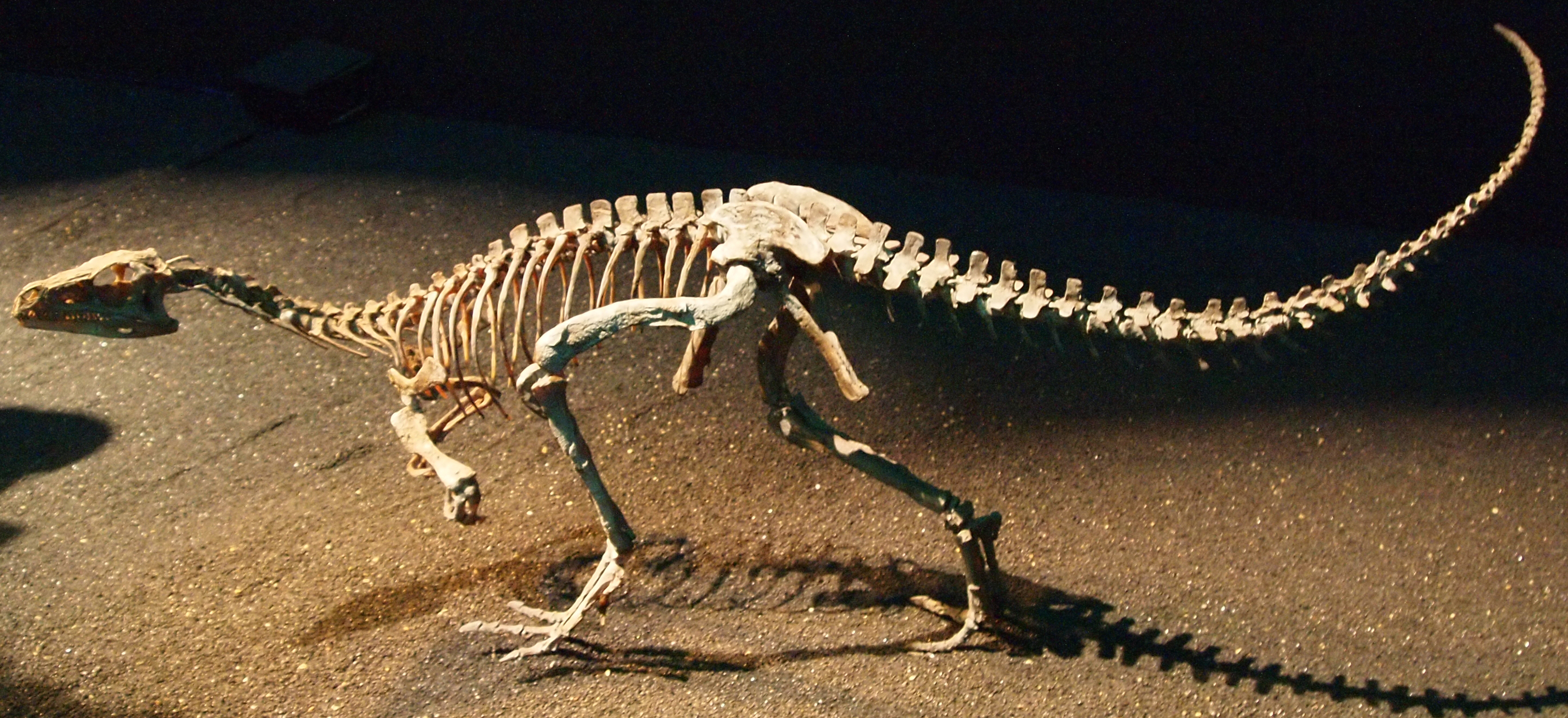

Eoraptor var ett litet djur som mätte omkring 1 meter från nos till svans. Kroppen var relativt smal, och den totala vikten var troligen mindre än 10 kg. Eoraptor sprang upprätt på bakbenen, och balanserade upp kroppen med den långa svansen. Frambenen var betydligt kortare än bakbenen, och slutade i små "händer" med 5 fingrar. fingrarna IIII och IV (motsvarar människans ringfinger och lillfinger) var mycket korta, och saknade klor.
Eoraptor antas ha varit antingen kött- eller allätare.

## Taxonomi
Eoraptor var en dinosaurie som ingick i gruppen ödlehöftade dinosaurier (Saurichia), eftersom dess bäcken hade framåtvinklat blygdben, i likhet med dagens ödlor. När det gäller vilken underordning inom saurichierna Eoraptor tillhör, har det funnits delade meningar. Från början betraktades den som en primitiv medlem av Theropoda, som inkluderar köttätande dinosaurier som Tyrannosaurus. 2011 beskrevs dock fossilen av Eodromaeus, en dinosaurie som anses ha varit samtida med Eoraptor. Eodromaeus hade flera för theropoder typiska drag (som Eoraptor saknar). och eftersom skelettet hos Eoraptor hade en del likheter med de hos sauropodomorpher (en grupp som omfattar de stora växtätande sauropoderna), så drog forskarna slutsatsen att Eoraptor var en primitiv sauropodomorph. Detta har dock ifrågasatts av andra forskare, bland annat Berman och Sues (2011), som fortsatt klassificera Eoraptor som en theropod.